# Sejm nadzwyczajny 1732
Sejm nadzwyczajny 1732 – I Rzeczypospolitej, został zwołany 18 czerwca 1732 roku do Warszawy.
Sejmiki przedsejmowe w województwach odbyły się 7 sierpnia 1732 roku, a główne prowincjonalne 28 sierpnia 1732 roku. Sejm został zagajony przez Jerzego Ożarowskiego, oboźnego koronnego.
Obrady sejmu trwały od 18 września do 2 października 1732 roku, Sejm nie uchwalił konstytucji, został zerwany przed obiorem marszałka przez opozycję litewską i Potockich, za pieniądze Rosji i Francji.